# Municipio de Banner (condado de Stevens)
El municipio de Banner (en inglés: Banner Township) es un municipio ubicado en el condado de Stevens en el estado estadounidense de Kansas. En el año 2010 tenía una población de 192 habitantes y una densidad poblacional de 0,69 personas por km².

## Geografía
El municipio de Banner se encuentra ubicado en las coordenadas 37°3′43″N 101°10′33″O / 37.06194, -101.17583. Según la Oficina del Censo de los Estados Unidos, el municipio tiene una superficie total de 277.12 km², de la cual 277,12 km² corresponden a tierra firme y (0 %) 0 km² es agua.

## Demografía
Según el censo de 2010, había 192 personas residiendo en el municipio de Banner. La densidad de población era de 0,69 hab./km². De los 192 habitantes, el municipio de Banner estaba compuesto por el 99,48 % blancos, el 0,52 % eran de otras razas. Del total de la población el 9,38 % eran hispanos o latinos de cualquier raza.